# Condyle
Un condyle est une extrémité articulaire convexe d'un os. Sa surface est en forme de segment d'ellipsoïde. Elle forme une surface articulaire qui répond à une surface articulaire concave (une glène) pour former une jointure synoviale

## Chez les vertébrés
Il s'agit alors d'une surface articulaire autour de laquelle va s'appliquer un autre os. Les rayons de courbure des deux parties étant perpendiculaires, ce type d'articulation comporte deux axes de rotation (donnant un degré de liberté chacun).

### Condyles du squelette humain

#### Articulation du genou
- Condyle médial du fémur.
- Condyle latéral du fémur.

Les condyles médial et latéral du tibia sont nommés condyles bien qu'ils soient concaves et seraient plutôt des cavités glénoïdes.

#### Articulation du coude
- Condyle de l'humérus.

#### Articulation temporo-mandibulaire
- Condyle de la mandibule.

#### Articulation atlanto-occipitale
- Condyles occipitaux.

### Aspect clinique
- Hypercondylie, excès de croissance du cartilage condylien.
- Résorption condylienne idiopathique, altération progressive de la forme et du volume du condyle mandibulaire[1].

## Chez les insectes
Chez les insectes, la présence d'un ou de deux condyles au niveau des mandibules permet de séparer les Monocondylia (comprenant l'ordre des archéognathes) des Dicondylia (tous les autres ordres d'insectes actuels).